# ロバート・M・ローゼンバーグ
ロバート・M・ローゼンバーグ（Robert M. Rosenberg、1938年3月22日 - ）は、アメリカ合衆国の実業家である。ダンキンドーナツのCEOを1963年から1998年までの35年間務めたほか、ソニックやドミノ・ピザの取締役、バブソン大学F・W・オリン経営大学院の非常勤教授も務めた。

## 若年期と教育
ローゼンバーグは1938年3月22日にマサチューセッツ州ボストンで生まれた。父のウィリアム・ローゼンバーグは、ダンキンドーナツのフランチャイズを運営するユニバーサル・フード・システムズの創業者である。
1959年にコーネル大学ホテル・レストラン学部を卒業した。1963年にハーバード・ビジネス・スクールで経営学修士(MBA)の学位を取得した。夏休みの間は、父が経営する会社で働いていた。

## キャリア
大学院を卒業した1963年、25歳でユニバーサル・フード・システムズのCEO兼社長に就任した。当時、同社の年商は2千万ドルだったが、その半分は全米100店舗のダンキンドーナツ事業からのものであり、残りは複数の小規模な事業からだった。ローゼンバーグは同社をダンキンドーナツ事業に特化させることにした。
1968年2月6日、ローゼンバーグの会社は株式を公開した。1983年9月、CEOの地位は保持したまま、社長を退任して会長に就任した。CEO在任中は国際フランチャイズ協会の理事も務め、1970年には会長を務めた。
1989年末、ダンキンドーナツは、バスキン・ロビンスなどを保有するイギリスの飲食業グループのアライド・ライオンズによって買収された。ローゼンバーグは引き続きレストラン部門のアライド・ドメク・リテーリング（後のダンキン・ブランズ）を率いた。ローゼンバーグは1998年に引退した。この時点でダンキンドーナツは世界中に6500店舗を展開していた。
引退後、ローゼンバーグはバブソン大学F・W・オリン経営大学院の非常勤教授に就任した。また、1993年4月から2016年までソニック社の取締役、1999年から2010年4月までドミノ・ピザの取締役を務めた。
2020年、ローゼンバーグは自伝"Around the Corner to Around the World"を刊行した。

## 著書
- Rosenberg, Robert; Bedell, Madelon (1969) (英語). Profits from Franchising. McGraw-Hill. OCLC 318246589
- Spinelli, Stephen; Rosenberg, Robert; Birley, Sue (2004) (英語). Franchising: Pathway to Wealth Creation. FT Press. ISBN 978-0-13-009717-0
- Rosenberg, Robert (October 13, 2020) (英語). Around the Corner to Around the World: A Dozen Lessons I Learned Running Dunkin Donuts. HarperCollins Leadership. ISBN 978-1-4002-2049-6